# Sant Amanç de Telemac
Sant Amanç-Talende (en francès Saint-Amant-Tallende) és un municipi francès situat al departament del Puèi Domat i a la regió d'Alvèrnia-Roine-Alps. L'any 2007 tenia 1.800 habitants.

## Demografia

### Població
El 2007 la població de fet de Saint-Amant-Tallende era de 1.800 persones. Hi havia 693 famílies de les quals 214 eren unipersonals (107 homes vivint sols i 107 dones vivint soles), 182 parelles sense fills, 230 parelles amb fills i 67 famílies monoparentals amb fills.
La població ha evolucionat segons el següent gràfic:
Habitants censats

### Habitatges
El 2007 hi havia 815 habitatges, 720 eren l'habitatge principal de la família, 32 eren segones residències i 63 estaven desocupats. 667 eren cases i 146 eren apartaments. Dels 720 habitatges principals, 492 estaven ocupats pels seus propietaris, 206 estaven llogats i ocupats pels llogaters i 22 estaven cedits a títol gratuït; 6 tenien una cambra, 43 en tenien dues, 130 en tenien tres, 230 en tenien quatre i 311 en tenien cinc o més. 471 habitatges disposaven pel capbaix d'una plaça de pàrquing. A 317 habitatges hi havia un automòbil i a 319 n'hi havia dos o més.

### Piràmide de població
La piràmide de població per edats i sexe el 2009 era:
| Homes | Edats   | Dones |
| ----- | ------- | ----- |
| 0     | 95 o +  | 0     |
| 16    | 90 a 94 | 8     |
| 16    | 85 a 89 | 36    |
| 8     | 80 a 84 | 20    |
| 52    | 75 a 79 | 32    |
| 28    | 70 a 74 | 40    |
| 40    | 65 a 69 | 36    |
| 28    | 60 a 64 | 28    |
| 36    | 55 a 59 | 52    |
| 56    | 50 a 54 | 32    |
| 40    | 45 a 49 | 68    |
| 68    | 40 a 44 | 44    |
| 84    | 35 a 39 | 92    |
| 68    | 30 a 34 | 80    |
| 48    | 25 a 29 | 72    |
| 20    | 20 a 24 | 12    |
| 32    | 15 a 19 | 64    |
| 44    | 10 a 14 | 68    |
| 76    | 5 a 9   | 76    |
| 52    | 0 a 4   | 60    |

## Economia
El 2007 la població en edat de treballar era de 1.093 persones, 806 eren actives i 287 eren inactives. De les 806 persones actives 740 estaven ocupades (389 homes i 351 dones) i 66 estaven aturades (26 homes i 40 dones). De les 287 persones inactives 116 estaven jubilades, 110 estaven estudiant i 61 estaven classificades com a «altres inactius».

### Ingressos
El 2009 a Saint-Amant-Tallende hi havia 722 unitats fiscals que integraven 1.708,5 persones, la mediana anual d'ingressos fiscals per persona era de 20.088 €.

### Activitats econòmiques
Dels 95 establiments que hi havia el 2007, 1 era d'una empresa extractiva, 4 d'empreses alimentàries, 1 d'una empresa de fabricació de material elèctric, 1 d'una empresa de fabricació d'elements pel transport, 11 d'empreses de construcció, 17 d'empreses de comerç i reparació d'automòbils, 6 d'empreses de transport, 6 d'empreses d'hostatgeria i restauració, 2 d'empreses d'informació i comunicació, 4 d'empreses financeres, 1 d'una empresa immobiliària, 14 d'empreses de serveis, 19 d'entitats de l'administració pública i 8 d'empreses classificades com a «altres activitats de serveis».
Dels 25 establiments de servei als particulars que hi havia el 2009, 1 era una oficina d'administració d'Hisenda pública, 1 gendarmeria, 1 oficina de correu, 2 oficines bancàries, 1 taller de reparació d'automòbils i de material agrícola, 1 autoescola, 1 paleta, 2 guixaires pintors, 4 lampisteries, 1 electricista, 4 perruqueries, 3 restaurants, 2 agències immobiliàries i 1 saló de bellesa.
Dels 6 establiments comercials que hi havia el 2009, 1 era una botiga de menys de 120 m², 2 fleques, 1 una llibreria, 1 un drogueria i 1 una floristeria.
L'any 2000 a Saint-Amant-Tallende hi havia 11 explotacions agrícoles que ocupaven un total de 150 hectàrees.

## Equipaments sanitaris i escolars
Els 2 equipaments sanitaris que hi havia el 2009 eren farmàcies.
El 2009 hi havia 1 escola maternal i 2 escoles elementals.

## Poblacions més properes
El següent diagrama mostra les poblacions més properes.